# Randy Napoleon
Randy Napoleon (* 30. Mai 1977 in Brooklyn, New York City) ist ein amerikanischer Jazzgitarrist. Er wurde vor allem durch seine Auftritte mit Freddy Cole, Rene Marie, Michael Bublé, Benny Green und dem Clayton-Hamilton Jazz Orchestra bekannt.

## Leben und Karriere
Randy Napoleon wurde 1977 in Brooklyn geboren. Seine Eltern zogen aber schon bald mit ihm nach Ann Arbor, Michigan. Mit 13 Jahren begann er, Gitarre zu spielen. In Ann Arbor spielte er in der Big Band der Pioneer High School. Er studierte Musik an der University of Michigan. Er lehrt an der Michigan State University. Heute lebt er in Michigan. 
Napoleon nahm 2002 zusammen mit dem Organisten Jared Gold und Quincy Davis am Schlagzeug (mit welchen er als Randy Napoleon Trio tourte) sein erstes Album Enjoy The Moment auf, 2006 eine weitere CD, Between Friends, auf dem Napoleon acht Standards und drei Eigenkompositionen interpretiert. Neben Aufnahmen im Trio mit Gold und Davis enthält es auch Aufnahmen mit dem Hard-Bop-Pianisten Benny Green und dem Bassisten David Wong, die zusammen mit Napoleon und Drummer Quincy Davis ein Quartett bilden.
Große Bekanntheit erreichte Napoleon dadurch, dass er Benny Green und Michael Bublé auf Konzerten und Touren begleitete, insbesondere beim TV-Auftritt Great Performances, der auf Bublés Live-Album Caught in the Act als DVD veröffentlicht wurde. Außerdem war er Mitglied des Freddy-Cole-Quartetts. Gegenwärtig (2019) leite Napoleon ein Quartett, dem Luther S. Allison (Piano), Neal Miner (Bass) und Quincy Davis (Schlagzeug) angehören.

## Diskografie
- Randy Napoleon Common Tones
- Randy Napoleon Soon
- Randy Napoleon: The Jukebox Crowd
- Randy Napoleon: Between Friends
- Randy Napoleon: Enjoy the Moment
- Michael Bublé: Caught in the Act
- Michael Bublé: With Love
- Michael Bublé: Let It Snow!
- Freddy Cole: My Mood is You
- Freddy Cole: He was the King
- Freddy Cole: Singing the Blues
- Freddy Cole: This and That
- Freddy Cole: Talk to Me

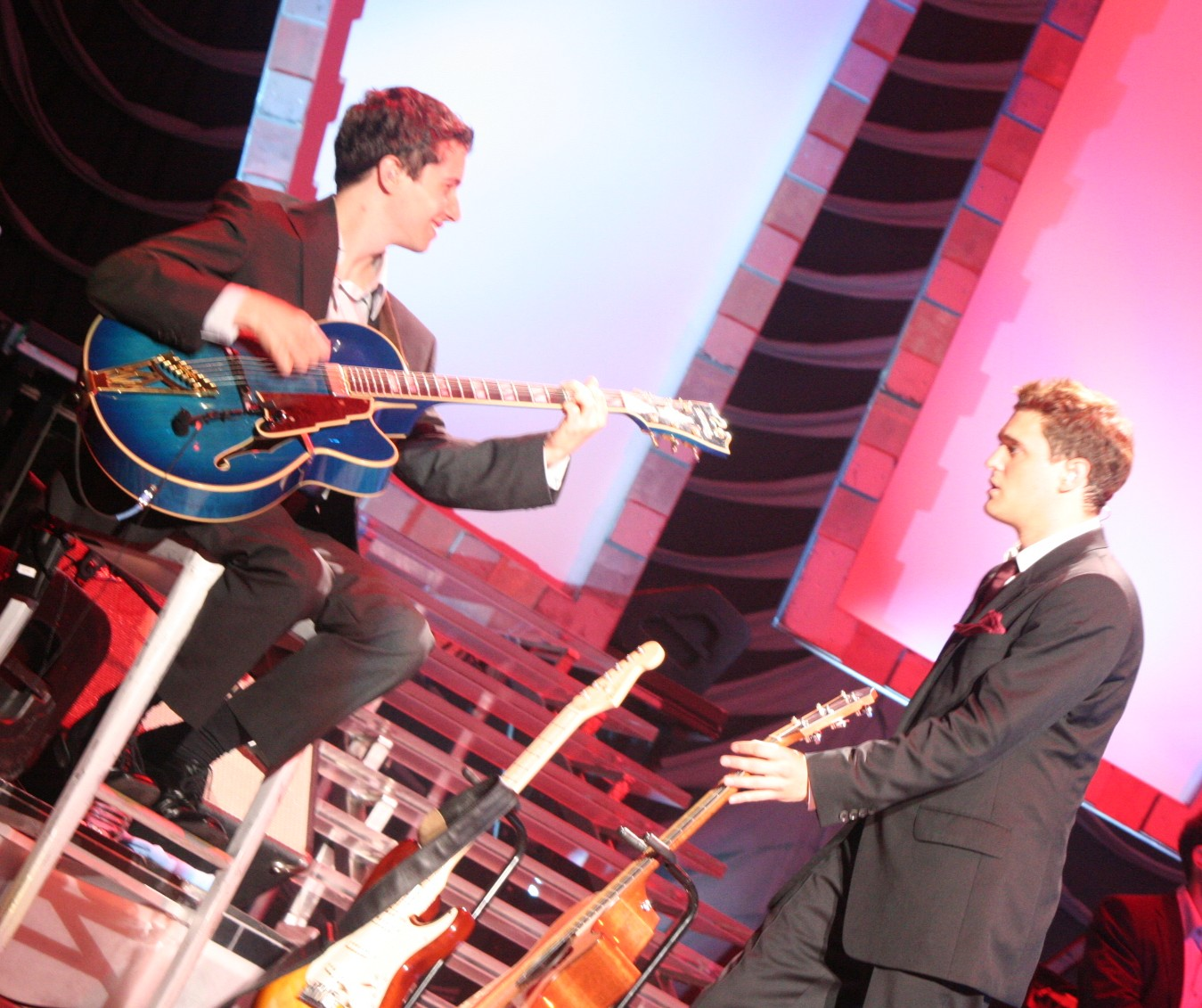
Randy Napoleon (links) mit Michael Bublé

- Freddy Cole: Freddy Cole Sings Mr. B
- Freddy Cole: The Dreamer in Me
- Eric Comstock: Bitter/Sweet
- Melissa Morgan: Until I Met You
- Jared Gold: Solids & Stripes
- Clayton-Hamilton Jazz Orchestra: Live at MCG
- Josh Brown Quartet: The Feeling of Jazz
- Josh Brown: Songbook Trio
- Hilary Gardner: The Great City
- Paul Keller/Steve Richko: Swingin’ the Praise
- Michael Dease: All These Hands
- Justin Ray